# Byron Murphy II
Byron Murphy II (* 8. September 2002 in DeSoto, Texas) ist ein American-Football-Spieler in der National Football League (NFL). Er spielt auf der Position des Defensive Tackle und wurde von den Seattle Seahawks im NFL Draft 2024 in der 1. Runde auf Position 16 gewählt.

## College
Byron Murphy II spielte 3 Jahre an der University of Texas at Austin für die Texas Longhorns. Im ersten Jahr als Freshman spielte er alle 12 Spiele, davon eins von Anfang an, und erzielte dabei 15 Tackles und zwei Sacks. In seinem zweiten Jahr als Sophomore spielte er alle 13 Spiele und erzielte dabei 26 Tackles und einen Sack. Als Junior im dritten Jahr verzeichnete er 26 Tackles sowie 5 Sacks und erzielte 2 Touchdowns. Außerdem gewann er die Outland Trophy und wurde ins Second-team All-American (2023) berufen.

## National Football League
Aufgrund seiner guten Leistung im College und eines guten NFL Combine wurde Byron Murphy II in der ersten Runde des NFL Draft an Position 16 von den Seattle Seahawks gewählt. In seiner Rookie-Saison vermochte Murphy die hohen Erwartungen an ihn als Erstrundenpick nicht zu erfüllen. Er beendete die Saison mit 36 Tackles, davon zwei Tackles for Loss, und einem halben Sack. Drei Spiele fehlte er verletzungsbedingt.